# Giangiacomo Spadari
 (février 2023).
Si vous disposez d'ouvrages ou d'articles de référence ou si vous connaissez des sites web de qualité traitant du thème abordé ici, merci de compléter l'article en donnant les références utiles à sa vérifiabilité et en les liant à la section « Notes et références ».
Giangiacomo Spadari (né en 1938 à Saint-Marin et mort en 1997 à Milan) est un artiste italien. Son travail est lié au pop art dès les années 1960 mais aussi à la Figuration narrative française. 

## Biographie
Né à Saint-Marin, après des études d'art à Rome auprès de Renato Guttuso et Antonio Corpora, Spadari s'installe à Milan en 1961 où il devient peintre. Ses premières œuvres sont à la fois figuratives et informelles (Racconto, 1964, collage). En 1966, il participe à l'exposition " la Contestation autorisée " à la librairie Einaudi. Il s'intéresse à partir de cette époque à l'image politique, thème qui prend de l'ampleur en 1968 lors d'une exposition à la galerie Bergamini (le texte du catalogue étant signé par Gérald Gassiot-Talabot, qui appréciait particulièrement l'artiste). En 1969, il participe à la Salle rouge pour le Vietnam, organisée par les artistes en soutien aux Vietnamiens alors en guerre, lors du Salon de la jeune peinture. Spadari donne une fonction sociale à l'art et utilise des références politiques précises qui sont placées dans ses tableaux, sous la forme de documents (dans Storia americana, 1969 ou comme quand il reprend une affiche de propagande de Rodtchenko dans la partie haute du tableau Il profeta armato, 1972).  
Au début des années 1970, le travail de Spadari est notamment exposé au Palais des Beaux-Arts de Bruxelles et au Musée d'art moderne de la ville de Paris, aux côtés de ses amis milanais, Umberto Mariani, Paolo Baratella et Fernando De Filippi. Spadari séjourne souvent à Paris, où il se lie avec les artistes de la Figuration narrative, dont plusieurs sont italiens, comme Valerio Adami et Antonio Recalcati. À cette époque, Spadari s'intéresse à la portée politique de personnages historiques importants dans des expositions à thèmes comme " Rosa Luxembourg : une vie pour le socialisme " à Berlin en 1973 et " Garibaldi et le Compromis historique " à Milan en 1974). De 1976 à 1980, il s'intéresse en revanche à réinterprétation de scènes célèbres du cinéma (Roma 16 marzo, 1979 ; Milano 28 maggio, 1980). Il fait également une incursion dans le genre du paysage avec la série " Le Temps de la nature ", inspirée de Caspar David Friedrich (Estate, 1980). 
Son travail est retenu par Gérald Gassiot-Talabot en 1979 pour figurer dans l'exposition Mythologies quotidiennes 2, au Musée d'art moderne de la Ville de Paris, qui est un tour d'horizon des évolutions de la Figuration narrative depuis les années 1960.
En 1979, le dramaturge Dario Fo préface le catalogue de l'exposition consacrée à Spadari au Palais des Diamants à Ferrare. Et en 1982, son ancien maître, Renato Guttuso publie un texte sur l’œuvre de Spadari à l'occasion d'une exposition à la galerie Bergamini, à Milan. En 1988, il participe à la Biennale de Venise.
Spadari a enseigné à l'Académie des Beaux-Arts de Brera à Milan. Il meurt à Milan en avril 1997.
Après sa mort, plusieurs rétrospectives lui sont consacrées, en Italie, Espagne et France. En France, la Villa Tamaris à La Seyne-sur-Mer lui dédie une monographie en 2016, intitulée Spadari, un franc-tireur de l’image. En 2018, c'est au tour de la Fondation Mudima de Milan de lui consacrer une rétrospective.

## Style
Ses tableaux sont composés à la peinture acrylique avec des contrastes quasi-photographiques. Spadari utilise souvent des couleurs très vives et un rendu granulé très caractéristique pour remplir les surfaces, avec de subtils dégradés. Le réalisme de ces peintures sont au service de l'engagement politique et de la critique sociale. L'artiste introduit souvent des références à d'autres artistes engagés (Fernand Léger par exemple) ou à des œuvres célèbres du XXe siècle ayant eu une portée politique.

## Expositions monographiques
- 1961 : Galleria Spotorno, Milan, Italie
- 1964 : La Parete, Milan, Italie
- 1965 : Galleria Gianferrari, Milan, Italie
- 1965 : Studio Errepi, Bologne, Italie
- 1966 : La Contestazione autorizzata, Libreria Enaudi, Milan, Italie
- 1967 : Galleria Ottagono, Naples, Italie
- 1968 : Galleria Bergamini, Milan, Italie
- 1969 : Fondation Mendoza, Caracas, Venezuela
- 1969 : Galleria il Minotauro, Brescia, Italie
- 1969 : Galleria Gis, Finale Ligure, Italie
- 1969 : Galleria il Punto, Turin, Italie
- 1970 : Due o tre cose che so di politica, Galleria Schwarz, Milan, Italie
- 1970 : Galerie Richard Foncke, Gand, Belgique
- 1970 : Galleria Stefanoni, Lecce, Italie
- 1971 : Galleria Ciak, Rome, Italie
- 1971 : Galleria studio 3 Bi, Bolzano, Italie
- 1971 : Galleria il Segnapassi, Pesaro, Italie
- 1972 : La rosa e il leone, Galleria Schwarz, Milan, Italie
- 1972 : Galleria Comunale, Modène, Italie
- 1972 : Galleria In Quadrature, Florence, Italie
- 1972 : Galleria la Sfera, Modène, Italie
- 1973 : Arte Verso, Gênes, Italie
- 1973 : Rosa Luxembourg, una vita per il socialismo, Galerie Poll, Berlin, Allemagne
- 1973 : Galleria La Robinia, Palerme, Italie
- 1973 : Studio La Quaglia, Vérone, Italie
- 1973 : Palais des Beaux-Arts, Bruxelles, Belgique
- 1974 : Galleria Bocchi, Parme, Italie
- 1974 : Galleria Leonardo da Vinci, Lecce, Italie
- 1975 : Garibaldi e il compromesso storico, Galleria Borgogna, Milan, Italie
- 1975 : Il mito di Garibaldi, Studio La Quaglia, Vérone, Italie
- 1975 : Galleria San Michele, Brescia, Italie
- 1976 : Immagini da Film, Galleria Forni, Bologne, Italie
- 1976 : Galleria Rizzardi, Milan, Italie
- 1976 : Galleria La Sfera, Modène, Italie
- 1976 : Galleria Inquadrature, Florence, Italie
- 1978 : Galerie 2 C, Paris, France
- 1979 : Il 1968: tra cronaca e storia, Palazzo dei Diamanti, Ferrare, Italie
- 1980 : Galleria Mastrogiacomo, Padoue, Italie
- 1980 : Galleria La Robinia, Palerme, Italie
- 1982 : Il tempo della Natura, Galleria Bergamini, Milan, Italie
- 1982 : Galleria San Michele, Brescia, Italie
- 1984 : Galleria La Gradiva, Rome, Italie
- 1985 : Spadari, Galleria Eude, Barcelone, Espagne
- 1985 : Galleria El Collecionista, Madrid, Espagne
- 1985 : Galleria Punto, Valence, Espagne
- 1986 : Galerie Panetta, Mannheim, Allemagne
- 1987 : Studio Toni de Rossi, Vérone, Italie
- 1988 : La pitié de l’amour, Galerie Bercovy-Fugier, Paris, France
- 1988 : I paesaggi, Pavillon de la République de Saint-Marin, XLIII Biennale de Venise, Venise, Italie
- 1990 : Giangiacomo Spadari, Palazzo ducale, Pavullo nel Frignano, Modène, Italie
- 1990 : Spadari, Galerie Cremniter-Laffanour, Paris, France
- 1992 : I sette peccati capitali, Galleria L’Eroica, Milan, Italie
- 1992 : Galerie Bertelsmann, Gutersloh, Allemagne
- 1993 : Amarcord, Galerie du Centre, Paris, France
- 1994 : Galleria Millenium, Milan, Italie
- 1996 : Autobiagrafia, Studio Spaggiari, Milan, Italie
- 1997 : Antologica, Spazio Hajech, Milan, Italie
- 1998 : Antologica, Ex Convento di Santa Chiara, Saint-Marin
- 2001 : Immagini della memoria, Galleria Gio Batta, Brescia, Italie
- 2004 : Natura e storia, Lodi, Italie
- 2005 : Spazio cesare da Sesto, Sesto Calende, Italie
- 2007 : Spadari un pittore europeo, Galleria Annunciata, Milan, Italie
- 2010 : Spadari Cronista Visual, Fondazione Martinez Guerricabeitia, Valence, Espagne
- 2014 : Spadari l’arte della coerenza, Galleria Spazio Aref, Brescia, Italie
- 2016 : Spadari, un franc-tireur de l’image, Villa Tamaris, La Seyne-sur-Mer, France
- 2018 : Spadari, Fondazione Mudima, Milan, Italie